# Sân vận động bóng đá Biñan
Sân vận động bóng đá Biñan (tiếng Anh: Biñan Football Stadium) là một sân vận động điền kinh và bóng đá ở Biñan, Laguna, Philippines.
Vào ngày 28 tháng 10 năm 2015, chính quyền thành phố Biñan và Liên đoàn bóng đá Philippines đã ký Bản ghi nhớ đồng ý rằng sân vận động này sẽ là sân nhà của đội tuyển bóng đá nữ quốc gia Philippines cũng như các đội tuyển trẻ quốc gia ít nhất cho đến năm 2019. Sân vận động đã được nâng cấp để tổ chức các trận đấu môn bóng đá của Đại hội Thể thao Đông Nam Á 2019.

## Đặc điểm kỹ thuật
Sân vận động bóng đá Biñan có sức chứa 3.000 người. Mặt sân bóng dài 102 m và rộng 66 m. E-Sports đã lắp đặt mặt cỏ nhân tạo có tên Diamond 50 từ một công ty của Ý. Mặt sân cũng được xếp hạng FIFA 2 sao bởi Kiwa ISA Sport BV, một học viện thử nghiệm được FIFA công nhận có trụ sở tại Hà Lan.
Năm tháp đèn chiếu sáng được cung cấp bởi công ty Musco của Hoa Kỳ có trụ sở tại Iowa. Các tháp đèn có thể cung cấp ánh sáng có độ sáng 1400 lux. Khán đài cách đường chạy điền kinh khoảng 4 mét rưỡi và sẽ không có trụ đứng. Sân có bốn phòng thay đồ. Một võ đài quyền Anh được lên kế hoạch đặt bên trong khán đài. Sân có một trung tâm truyền thông được lắp máy lạnh, quầy bán vé, cổng thông tin, khu vực hành lý và phòng chờ VIP. Bảng điểm 12 m × 9 m (39 ft × 30 ft) được lắp phía sau một trong hai khung thành.